# Чувашевское сельское поселение
Чувашевское сельское поселение — муниципальное образование в составе Кирово-Чепецкого район Кировской области России.
Административный центр — деревня Чуваши.

## История
Чувашевское сельское поселение образовано 1 января 2006 года согласно Закону Кировской области от 07.12.2004 № 284-ЗО.

## Население
| 2010 | 2012  | 2013  | 2014  | 2015  | 2016 | 2017 |
| ---- | ----- | ----- | ----- | ----- | ---- | ---- |
| 994  | ↗1004 | ↗1015 | ↗1033 | ↘1010 | ↘990 | ↘980 |
| 2018 | 2019  | 2020  | 2021  |       |      |      |
| ↘939 | ↗941  | ↘938  | ↘708  |       |      |      |

## Состав
В состав поселения входят 9 населённых пунктов (население, 2010):
- деревня Чуваши — 874 чел.;
- деревня Баи — 16 чел.;
- деревня Башланы — 10 чел.;
- деревня Косары — 0 чел.;
- деревня Крюково — 4 чел.;
- деревня Ложкачи — 7 чел.;
- платформа Луговой — 6 чел.;
- деревня Подъеланцы — 1 чел.;
- деревня Пыжа — 76 чел.